# 渡辺芳郎
渡辺 芳郎（わたなべ よしろう、1961年 - ）は、日本の考古学研究者。鹿児島大学法文教育学域法文学系教授。近世薩摩焼を考古学的に研究している。

## 来歴
埼玉県出身。1984年金沢大学文学部史学科卒業。1986年九州大学大学院文学研究科修士課程修了。1988年同大学大学院人文科学研究科博士後期課程中退、九州大学文学部助手。1992年佐賀県立九州陶磁文化館学芸員。1993年鹿児島大学法文学部人文学科助教授、2004年同教授。 

## 著書
- 『窯別ガイド日本のやきもの 薩摩』、淡交社、2003年
- 『近世トカラの物資流通―陶磁器考古学からのアプローチ (鹿児島大学島嶼研ブックレット) 』、北斗書房、2018年
- 『奄美群島の歴史・文化・社会的多様性 』、南方新社、2020年

## 関連リンク
- reserchmap
- 鹿児島大学研究者総覧